# 金大中 (新聞記者)
金大中（キム・デジュン、1939年9月3日 - ）は大韓民国の新聞社、朝鮮日報の顧問。本貫は光山金氏。ソウル大学校を卒業後、1965年に朝鮮日報に入社。代表的筆陣として活躍した。2004年11月に朝鮮日報の顧問になった。